# رأس السيدة
رأس السَيِّدَة (بالفرنسية: Pointe de la Madone)‏ هو رأس يقع على الساحل الجنوبي لجزيرة جالطة التونسية.
| رأس السيدة |